# Sulice
Sulice település Csehországban, a Kelet-prágai járásban. Sulice Kamenice, Pohoří, Jesenice, Kostelec u Křížků, Křížkový Újezdec, Radějovice, Libeř és Psáry településekkel határos. Lakosainak száma 2552 fő (2024. január 1.).

## Népesség
A település lakosságának változását az alábbi diagram mutatja:
| Lakosok száma | 555  | 537  | 568  | 558  | 512  | 1560 | 1714 | 1971 | 2472 | 2552 |
|               | 1869 | 1900 | 1921 | 1961 | 1980 | 2011 | 2016 | 2019 | 2021 | 2024 |